# Критский, Пётр Андреевич
Пётр Андре́евич Кри́тский (1865—1922) — краевед Ярославской губернии, педагог, библиотечный деятель, редактор и журналист.

## Биография
Родился в городе Юрьевец Костромской губернии в 1865 году. Окончил Московский учительский институт. Некоторое время преподавал в городском училище Галича.
В 1890 году приехал в Углич, где поступил в трёхклассное городское училище на должность преподавателя истории и русской словесности. По воспоминаниям учеников (среди них художник П. Д. Бучкин) его уроки были очень интересны, прививали тягу к знаниям. За успехи в педагогической деятельности в 1899 году награждён орденом Святого Станислава 3-й степени. 21 мая 1893 года обвенчался с Анной Николаевной Евреиновой, в Угличе у них родилось трое детей (Зинаида, Андрей и Николай).
У родителей жены познакомился с людьми, занимающимися изучением угличской древности. Стал одним из инициаторов создания в Угличе культурно-просветительного кружка при доме Евреиновых (среди его членов были М. П. Чехов и Л. Ф. Соловьёв). Первоочередной задачей кружка стало открытие в Угличе публичной библиотеки, первым заведующим которой стал Критский (1896—1899), по его инициативе при ней были открыты чтения (1900). Один из создателей Угличского музея древностей. Постоянный участник всех благотворительных культурно-массовых мероприятий.
В сентябре 1899 года переехал в Ярославль, где и прошла его дальнейшая жизнь. Здесь он преподавал в коммерческом училище, а затем (лишённый права преподавать в системе Министерства народного просвещения за членство в партии эсэров) в торговой школе (1909—1915) и других заведениях. Активно участвовал в создании воскресных школ для рабочих и народных домов, подготовке к празднованию 100-летия А. С. Пушкина. Являлся членом Экскурсионного бюро, Ярославского естественно-исторического общества, Губернской учёной архивной комиссии, Всероссийского союза учителей и ряда других научных обществ. После 1917 года преподавал краеведение и библиотечное дело в Ярославском институте народного образования.
С 1900 по 1904 год руководил организованной в 1899 году первой в городе бесплатной народной библиотекой-читальней, располагавшейся в Доходном доме купца Н. П. Пастухова, по его настоянию она получила имя поэта Н. А. Некрасова. Участвовал в организации в 1902 году городской Пушкинской библиотеки, которой затем руководил. По его инициативе открыта и общедоступная бесплатная библиотека в Карабихе. В советское время организовал детскую библиотеку им. И. А. Крылова и краеведческий отдел библиотеки Ярославского исторического музея.
Много писал и печатался на темы краеведения и проблем образования (из-за остроты публикаций за ним было установлено негласное наблюдение), особенно часто в ярославских изданиях «Северный край», затем «Голос» (был его ответственным секретарём), «Ярославские зарницы», «Вестник Ярославского земства» (на протяжении ряда лет редактировал). Был и одним из редакторов первого в России туристического журнала «Русский экскурсант» (1914—1917), разрабатывал экскурсии по городу. Редактировал издававшийся К. Ф. Некрасовым «Ярославский календарь» (книга типа «кто есть кто»).
Автор многих статей, нескольких путеводителей-справочников по городам Ярославской губернии и одной из лучших краеведческих монографий — «Наш край. Ярославская губерния. Опыт родиноведения» (напечатана в 1907 году). Работа в 1901 году выиграла конкурс губернского земства среди 3 других, организованный по инициативе Л. Н. Трефолева, на лучшую популярную книгу для чтения по истории края. Она имеет три раздела — «Природные условия. Хозяйство. История местной епархии. Развитие образования в крае», «Историческое прошлое губернии» и обзор уездов губернии. Книга содержит карту губернии, 65 рисунков в тексте, качественные фотографии. В 1913 году Ярославская экскурсионная комиссия издала книгу П. А. Критского, Н. Г. Первухина, И. А. Тихомирова «Ярославль в его прошлом и настоящем».
Жил в доме № 59 по улице Духовской (ныне Республиканской).
Умер 10 декабря 1922 года в Ярославле. Похоронен у церкви Николы Надеина. В июне 1927 года в его честь переименован Николо-Надеинский переулок рядом с этой церковью, в самом центре Ярославля.